# Прострільно-вибухові роботи
Прострільно-вибухові роботи (рос. прострелочно-взрывные работы; англ. borehole springing and blasting, well shooting and blasting; нім. Auskesselungssprengung f) – роботи різного призначення, що виконуються в глибоких свердловинах з використанням пороху, бризантних та інших вибухових речовин. За допомогою вибуху ліквідують аварії, відновлюють циркуляцію, здійснюють розґвинчування, струшування, обривання та перерізання колони труб, руйнування для наступного вилучення, а в деяких випадках і вилучення металу, що аварійно залишений у свердловині, здійснюють профілактику прихоплювачів та інші операції. Стріляючими ґрунтоносами відбирають від стінок стовбура зразки гірських порід, що необхідні для вивчення розрізу. З використанням вибухових пакерів виконують розмежування пластів для поінтервального їх випробовування, ізоляцію підошовних вод і обводнених горизонтів (в т.ч. з опусканням обладнання через насосно-компресорні труби), ремонтні роботи та інші операції, що забезпечують економію трудових витрат і коштів порівняно з методами виконання подібних робіт без використання вибуху. Масове застосування має перфорація свердловин. Для інтенсифікації видобування нафти і газу можна застосовувати невеликі заряди (торпеди), що дає змогу безпечно руйнувати осади, що відкладаються на фільтрі і в прифільтровій зоні при будівництві та експлуатації свердловини, використовувати метод розриву пласта пороховими генераторами тиску та в дещо зміненому технологічному оформленні метод термогазохімічної обробки свердловин. 